# Csong Mjonghva
Csong Mjonghva (Jeong Myeong-hwa), hangul: 정명화, Nyugaton Myung-Wha Chung (Szöul, 1944. március 19. –) dél-koreai csellóművész, tanár.

## Élete, munkássága
Csong 1944-ben született az akkor japán megszállás alatt álló Szöulban. A család hét gyermeket nevelt, anyjuk tanította őket zongorázni. Tanult hegedülni is, de hamar kiderült, hogy a gordonka áll hozzá a legközelebb. Mind a hét testvér zenélt, közülük rajta kívül még ketten lettek világhírű zenészek: Csong Mjonghun (Jeong Myeong-hun) zongorista, karmester és Csong Gjonghva (Jeong Gyeong-hwa) hegedűs. Középiskolai tanulmányait a Szöuli Művészeti Iskolában végezte, és fellépett a Szöuli Filharmonikus Zenekarral. Szülei ezután Amerikába küldték továbbtanulni. 1961-től 1965-ig a New York-i Juilliard School hallgatója volt, Leonard Rose tanítványaként. Ezután három évig a Dél-Karolina-i Egyetemen tanult Gregor Piatigorskynál. 1967-ben a Los Angeles-i Filharmonikus Zenekarral és a Zubin Mehtával lépett fel, ez volt az első szereplése külföldi zenekarral.
Profi zenészként 1969-ben debütált San Franciscóban, a Detroiti Szimfonikus Zenekar szabadtéri koncertjén Csajkovszkij-műsorral, majd még ebben az évben az olaszországi Spoletóban játszott. Az év végén a Fehér Házban lépett fel két testvérével Richard Nixon elnök előtt. 1971-ben megnyerte a Genfi Nemzetközi Zenei Versenyt. Ettől kezdve a világ vezető zenekaraival és karmestereivel játszott együtt, köztük a Royal Filharmonikus Zenekarral, a Philharmonia Zenekarral, a Hallé Zenekarral, a Birminghami Szimfonikus Zenekarral, a londoni Mozart Playersszel; a Los Angeles-i, a Detroiti, a Houstoni, a Washington Szimfonikus Zenekarral, a Római Santa Cecilia zenekarával, a Suisse Romande Zenekarral, az Izraeli Filharmonikusokkal stb. Testvéreivel együtt a Csong trió (Chung Trio) keretében kamarazenét játszott. 1982-ben a trióval turnén vett részt az Egyesült Államokban, Nagy-Britanniában, Hollandiában és Olaszországban. Számos fesztiválon szerepelt, többek között Luzernben, a firenzei Maggio Musicalén, Spoletóban és Dijonban. „A zene a szívem kifejezése. Mivel sok embernek át tudom adni kedvenc zenémet, a cselló a hangom és a szívem” – nyilatkozta. 2008-ban visszavonult a koncertezéstől. Számos nemzetközi csellóverseny zsűrijében tevékenykedik, például a Csajkovszkij, a Cassado, az Enescu, a Jun Isang és a Queen Elizabeth versenyen.
1992-ben az ENSZ kábítószer-ellenes programjának jószolgálati nagykövete, Dél-Koreában pedig az UNICEF jószolgálati nagykövete lett. 2010-től a phjongcshangi Great Mountains Music (később Music in PyeongChang) Festival művészeti vezetője. 2008-ban a Koreai Világnap nagykövetévé nevezték ki. 1992-ben Dél-Koreában megkapta a Nemzeti Kulturális Érdemrendet, az USA-ban pedig a Kiválóság 2000-díjat.
1993-tól tanított a Koreai Nemzeti Művészeti Egyetemen, 2007-től a New York-i Mannes College of Music csellóprofesszora volt. Hangszere az 1731-ben készült „Braga” Stradivarius.
A férje Ku Szamjol (구삼열, Gu Sam-yeol) kommunikációs szakember, újságíró, 1970 óta házasok.

## Felvételei
| Megjelenés | Tartalom                                                                                           | Közreműködők | Kiadó               |
| ---------- | -------------------------------------------------------------------------------------------------- | --- | ------------------- |
| 1981       | Csajkovszkij: Piano Concerto No. 1; Violin Concerto; Rococo Variations; Beethoven: Triple Concerto | Csong Mjonghva (Jeong Myeong-hwa), Csong Gjonghva (Jeong Gyeong-hwa), Csong Mjonghun (Jeong Myeong-hun), Philharmonia Orchestra, Los Angeles Philharmonic Orchestra, Charles Dutoit, Orchestre Symphonique de Montréal | Decca               |
| 1986       | Dvořák: Piano Trios Op. 21, Op. 65                                                                 | Csong trió (Csong Mjonghva (Jeong Myeong-hwa), Csong Gjonghva (Jeong Gyeong-hwa), Csong Mjonghun (Jeong Myeong-hun) | Decca               |
| 1988       | Csajkovszkij: Piano Trio in A Minor; Sosztakovics: Piano Trio No. 1                                | Csong trió (Csong Mjonghva (Jeong Myeong-hwa), Csong Gjonghva (Jeong Gyeong-hwa), Csong Mjonghun (Jeong Myeong-hun) | EMI                 |
| 1988       | Beethoven: Triple Concerto, Romance in E minor, Violin Romances Op. 40 & Op. 50                    | Philharmonia Orchestra, Csong Mjonghun (Jeong Myeong-hun), Csong Mjonghva (Jeong Myeong-hwa), Csong Gjonghva (Jeong Gyeong-hwa), Patrick Gallois, Pascal Gallois                                                       | Deutsche Grammophon |
| 1992       | Beethoven: Piano Trios No. 4 & No. 7                                                               | Csong trió (Csong Mjonghva (Jeong Myeong-hwa), Csong Gjonghva (Jeong Gyeong-hwa), Csong Mjonghun (Jeong Myeong-hun) | EMI                 |
| 1995       | Mendelssohn: Piano Trio No.1 in D Minor, Op.49; Brahms: Piano Trio No.1 in B, Op.8                 | Csong trió (Csong Mjonghva (Jeong Myeong-hwa), Csong Gjonghva (Jeong Gyeong-hwa), Csong Mjonghun (Jeong Myeong-hun) | Decca               |

## Fordítás
- Ez a szócikk részben vagy egészben  a   Myung-Wha Chung című angol Wikipédia-szócikk ezen változatának fordításán alapul.  Az eredeti cikk szerkesztőit annak laptörténete sorolja fel. Ez a jelzés csupán a megfogalmazás eredetét és a szerzői jogokat jelzi, nem szolgál a cikkben szereplő információk forrásmegjelöléseként.